# Village People

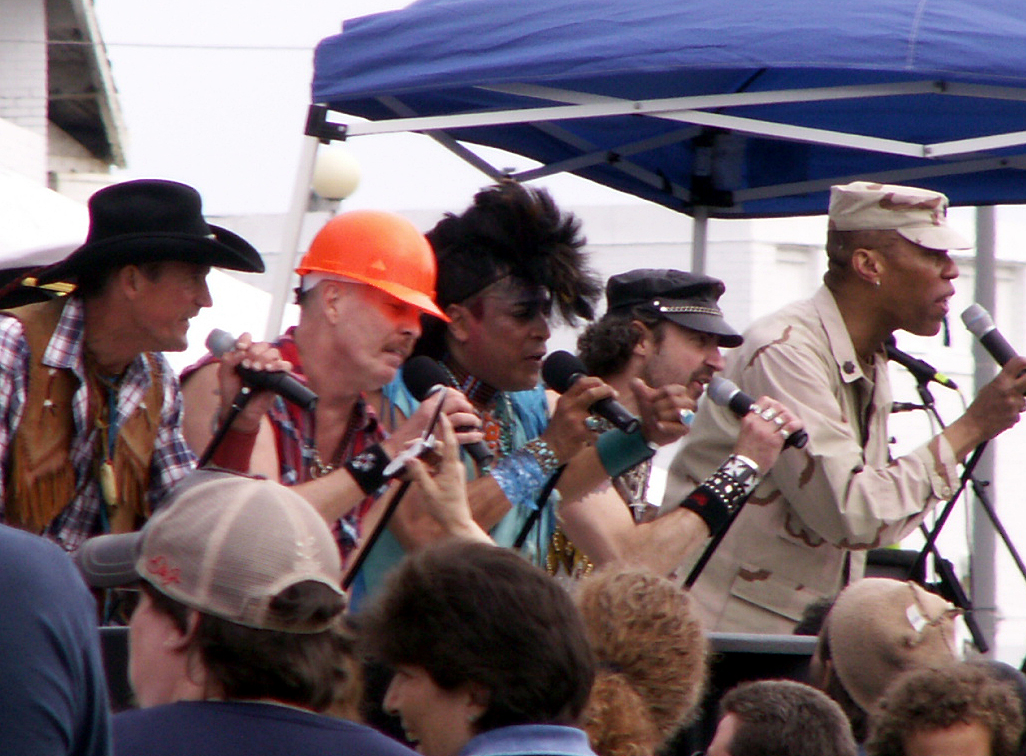
Village People på Asbury Park, New Jersey år 2006.

Village People är en  amerikansk musikgrupp som bildades 1977 av den franske musikalkompositören Jacques Morali. Gruppen kännetecknas av gruppens scenkläder som speglar amerikanskt kulturella stereotyper. Originalmedlemmarna Victor Willis (polis), Felipe Rose (indian), Randy Jones (cowboy), Glenn M. Hughes (motorcyklist), David Hodo (byggnadsarbetare) och Alex Briley (militär) blev under 1970-1980-talet mycket uppmärksammade som homosexuella förgrundsfigurer trots att endast tre av dem var öppna med sin läggning.
Några av gruppens största hits är "YMCA", "Macho Man", "In The Navy" och "Go West".
CD-albumet The Best of Village People utkom i två utgåvor med olika utseenden; detta på de båda skivbolagen Casablanca och Massive.

## Idag
Gruppens medlemmar har skiftat i olika perioder sedan bildandet. Flera gånger har dansare/sångare ersatt medlemmar tillfälligt under något år – eller ibland bara för enstaka konserter. De mer bestående förändringarna av bandet är dock ändå tre stycken. Av originalmedlemmarna är Glenn Hughes död sedan 2001 (han hade dock lämnat bandet redan 1995) och ersatt av Eric Anzalone. Sångaren Willis hoppade av 1979 och ersattes av Ray Simpson. Dessutom tillkom Jeff Olson (cowboy) år 1980 då Randy Jones lämnade bandet. Övriga originalmedlemmar är fortfarande aktiva.

## Diskografi
Studioalbum
| År   | Album Titel          | Placering | Placering      | Skivbolag  |    |    |            |
| ---- | -------------------- | --------- | -------------- | ---------- | -- | -- | ---------- |
| År   | Album Titel          | 1977      | Village People | Skivbolag  | 54 | 36 | Casablanca |
| 1978 | Cruisin'             | 3         | 5              |            |    |    | Casablanca |
| 1978 | Macho Man            | 24        | 31             |            |    |    | Casablanca |
| 1979 | Go West              | 8         | 14             |            |    |    | Casablanca |
| 1979 | Live and Sleazy      | 32        | 57             |            |    |    | Casablanca |
| 1980 | Can't Stop the Music | 47        | —              |            |    |    | Casablanca |
| 1981 | Renaissance          | 138       | —              | RCA        |    |    |            |
| 1982 | Fox on the Box       | —         | —              | RCA        |    |    |            |
| 1983 | In the Street        | —         | —              | Casablanca |    |    |            |
| 1985 | Sex Over the Phone   | —         | —              | Powerworks |    |    |            |

Samlingsalbum och andra album
- Live: Seoul Song Festival (1984)
- Greatest Hits (1988)
- Greatest Hits '89 Remixes (1989)
- The Best of Village People (1994)
- The Very Best Of (1998)
- 20th Century Masters, The Millennium Collection ... The Best of Village People (2001)